# The Ceyleib People
The Ceyleib People war eine kurz existierende Raga-Rock-Band aus Los Angeles.
Auf dem einzigen, 1967 bei Vault Records erschienenen, Album Tanyet sind als Mitglieder Mike Deasy (Gitarre), sein Sohn Sean (Schlagzeug), Larry Knechtel (Keyboard), Joe Osborn (Bass) sowie Lybuk Hyd (Gesang, Gitarre) zu hören. Bei einigen der stark von indischer Musik beeinflussten zwölf Titel werden sie von Ry Cooder an der Gitarre unterstützt – Dieser hatte bereits mit Ravi Shankar gearbeitet.